# Вальтер Феєрабенд
Вальтер Феєрабенд (нім. Walter Feyerabend; 3 грудня 1891, Вартен — 15 квітня 1962, Детмольд) — німецький воєначальник, генерал-лейтенант люфтваффе.

## Біографія
1 березня 1910 року вступив в Прусську армію. Учасник Першої світової війни. Після демобілізації армії залишений в рейхсвері. 1 квітня 1927 року направлений в кавалерійське училище для посиленої підготовки до Олімпійських ігор. Феєрабенд посів восьме місце у кінному триборстві в командній першості, проте в подальших змаганнях не брав участі, оскільки його кобила Альпійська Троянда була травмована під час змагань на пересічній місцевості. 1 вересня 1928 року повернувся в армію. 1 квітня 1935 року переведений в люфтваффе. З 26 вересня 1938 року — командир командування ППО Лейпцига, з 1 липня 1939 року — 2-го командування ППО. З 10 квітня 1940 року — командувач зенітною артилерією в Норвегії. З 24 липня 1941 року — знову командир 2-го командування ППО, з 1 вересня 1941 року — 2-ї, з 3 лютого 1942 року — 14-ї зенітної дивізії. 30 листопада 1942 року звільнений у відставку. З 1 лютого по 2 травня 1945 року виконував обов'язки командира 27-ї зенітної дивізії.

## Звання
- Лейтенант (1 березня 1910)
- Оберлейтенант (18 грудня 1915)
- Гауптман (1 лютого 1922)
- Майор (1 вересня 1932)
- Оберстлейтенант (1 червня 1935)
- Оберст (1 серпня 1937)
- Генерал-майор (20 квітня 1939)
- Генерал-лейтенант (1 квітня 1941)

## Нагороди
- Залізний хрест 2-го і 1-го класу
- Орден «За військові заслуги» (Баварія) 4-го класу з мечами
- Хрест «За військові заслуги» (Австро-Угорщина) 3-го класу з військовою відзнакою
- Нагрудний знак «За поранення» в чорному
- Почесний хрест ветерана війни з мечами
- Медаль «За вислугу років у Вермахті» 4-го, 3-го, 2-го і 1-го класу (25 років)
- Застібка до Залізного хреста 2-го класу